# أمريكا المفتوحة 2009 (كرة مضرب)
قائمة بالأبطال في بطولة 2009 أمريكا المفتوحة:

## الكبار

### فردي رجال
خوان مارتن ديل بوترو هزم  روجر فيدرير, 3-6, 7-6(5), 4-6, 7-6(4), 6-2

### فردي سيدات
كيم كليسترز هزمت  كارولين ووزنياكي, 7-5, 6-3

### زوجي رجال
لوكس دولفي و  ليندر بايز هزما  ماهيش بوهباتي و  مارك كنولز, 3-6, 6-3, 6-2

### زوجي سيدات
سيرينا ويليامز و  فينوس ويليامز هزمتا  كارا بلاك و  لايزل هوبر, 6-2, 6-2

### زوجي مختلط
كارلي جوليكسون و  ترافيس باروت هزما  كارا بلاك  ليندر بايز, 6-2, 6–4

## الشباب

### فردي أولاد
بيرنارد توميتش هزم  تشايس بوشانان, 6–1, 6–3

### فردي بنات
هيذر واتسون هزمت  يانا بوتشينا 6-4, 6–1

### زوجي أولاد
مارتون فوكسوفيكس و  تشينج بينج هاسياه هزما  جوليان بوبري و  أندريا بوجيت, 6-2, 6-2

### زوجي بنات
فاليرا سولوفييفا /  ارينا زانيفيسكا هزمتا  ايلينا بوجدان /  نوباوان ليرتشيواكرن, 1-6, 6-3, [10-7]

## وصلات خارجية
- الموقع الرسمي[وصلة مكسورة]